# Erasínides
Erasínides (en llatí Erasinides, en grec antic Ἐρασινίδης) va ser un estrateg (general) atenenc del segle v aC.
Era un dels deu comandants atenencs nomenats per substituir Alcibíades després de la derrota que va patir a batalla de Nòtion l'any 407 aC i del seu exili, segons diu Xenofont.
Erasínides, amb Lleó d'Atenes i Conó va ser perseguit a Mitilene per Cal·licràtides, el general espartà. Després va ser un dels vuit comandants atenencs a les Arginuses.
Va ser un dels generals que manava als atenencs a la batalla naval de les Arginuses, i un dels responsables de la victòria. Es trobava entre els sis generals que van tornar a Atenes després de la batalla i 
van ser acusats de no haver prestat auxili als nàufrags que una tempesta havia tirat al mar tot just vençut l'enemic. Primer, a instàncies d'Arquèdam d'Atenes, Erasínides va ser obligat a pagar una forta multa per haver-se quedat uns diners procedents d'una col·lecta feta a l'Hel·lespont i tancat a la presó, cosa que va donar peu al judici posterior de tots sis, i l'assemblea (ekklesia) d'Atenes els va jutjar. condemnant-los a mort per negació d'auxili, segons diuen Xenofont i Diodor de Sicília.